# Ниндорф бај Беркентина
Ниндорф бај Беркентина (њем. Niendorf bei Berkenthin) општина је у њемачкој савезној држави Шлезвиг-Холштајн. Једно је од 131 општинског средишта округа Херцогтум Лауенбург. Према процјени из 2010. у општини је живјело 186 становника. Посједује регионалну шифру (AGS) 1053094.

## Географски и демографски подаци
Ниндорф бај Беркентина се налази у савезној држави Шлезвиг-Холштајн у округу Херцогтум Лауенбург. Општина се налази на надморској висини од 11 метара. Површина општине износи 4,0 km². У самом мјесту је, према процјени из 2010. године, живјело 186 становника. Просјечна густина становништва износи 47 становника/km².